# アリアーナ
アリアーナ (伊: Agliana) は、イタリア共和国トスカーナ州ピストイア県にある、人口約18,000人の基礎自治体（コムーネ）。

## 地理

### 位置・広がり

#### 隣接コムーネ
隣接するコムーネは以下の通り。括弧内のPOはプラート県所属を示す。
- モンターレ
- モンテムルロ (PO)
- ピストーイア
- プラート (PO)
- クアッラータ

### 気候分類・地震分類
アリアーナにおけるイタリアの気候分類 (it) および度日は、zona D, 1737 GGである。
また、イタリアの地震リスク階級 (it) では、zona 3 (sismicità bassa) に分類される。

## 行政

### 分離集落
アリアーナには以下の分離集落（フラツィオーネ）がある。
- Catena, Ferruccia, Ponte alla Trave, Ponte dei Bini, San Michele, San Niccolò, San Piero, Spedalino

## 姉妹都市
- Mallemort、フランス
- ティファリティ、サハラ・アラブ民主共和国
- Beit Sahour、パレスチナ自治政府